# Евтим Рангелов
Евтим Рангелов Веселнов е български партизанин, офицер, полковник.

## Биография
Евтим Рангелов е роден през 1917 г. в села Еловдол, Пернишко. Завършва Школа за запасни офицери. Служи в Българската армия. Последователно военно звание подпоручик и поручик. Член на БРП (к).
Участва в Съпротивителното движение по време на Втората световна война. Партизанин в Радомирския партизански отряд. Началник-щаб на отряда.  Командир на III- а бригада от Софийската народоосвободителна дивизия. 
След 9 септември 1944 г. служи в Българската армия. Военно звание полковник. Участва в първата фаза на войната срещу нацистка Германия. Командир на 2-ра дружина от 2-ри гвардейски пехотен полк. Тежко ранен в боя при град Буяновац. Умира от раните си в Софийската общовойскова болница на 4 ноември 1944 г. 